# Geopark Schwäbische Alb

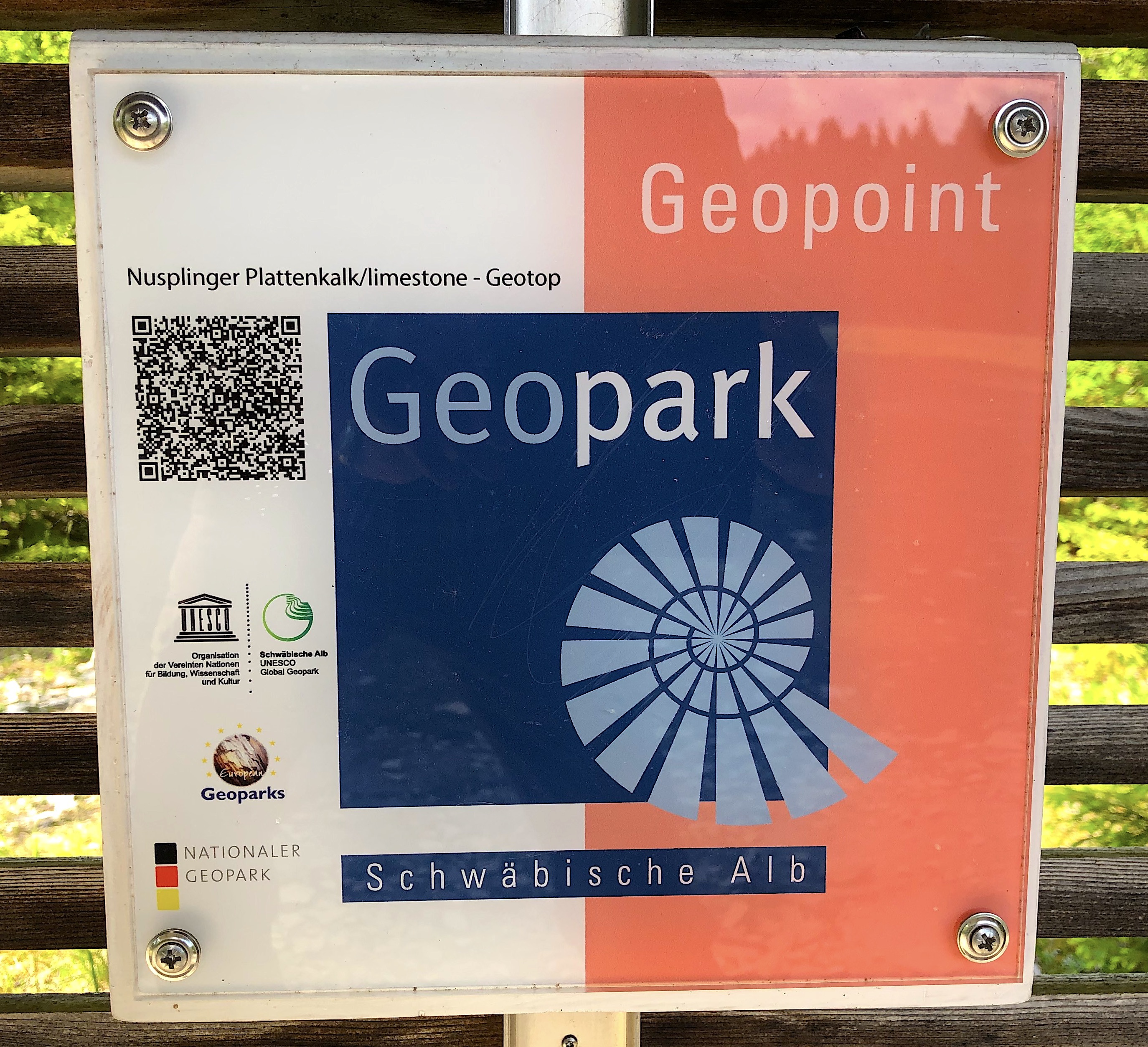
UNESCO Global Geopark Schwäbische Alb, Fossilienfundstelle Nusplingen

Der Schwäbische Alb UNESCO Global Geopark ist der „Jurassic Geopark“ unter den UNESCO Global Geoparks. Die fossilreichen Ablagerungen des tropischen Jurameeres enthalten Fundstellen von weltweiter Bedeutung. Dort legte Friedrich August Quenstedt (1809–1889) die Grundlagen für die weltweite Untergliederung der Jurazeit.

## Lage
Der Geopark Schwäbische Alb liegt in Baden-Württemberg und erstreckt sich auf nahezu das gesamte Gebiet der Schwäbischen Alb. Er umfasst eine Gesamtfläche von rund 6.200 km², die sich auf einer Länge von etwa 200 km und einer durchschnittlichen Breite von 40 km vom Ostrand der Baar bis zum Härtsfeld, wo er an den Geopark Ries angrenzt, in Südwest-Nordostrichtung erstreckt. Der Geopark Ries umfasst seinerseits landschaftliche Teile der östlichen Schwäbischen Alb, die nicht zum Geopark Schwäbische Alb gehören.

## Träger und Organisation
Der UNESCO Global Geopark Schwäbische Alb (einer von 32 in Europa) wird durch den eingetragenen Verein Geopark Schwäbische Alb e. V. verwaltet. Mitglieder des Vereins sind die zehn Landkreise der Schwäbischen Alb, der Schwäbische Alb Tourismusverband, die Gemeinde Steinheim am Albuch und der Industrieverband Steine und Erden Baden-Württemberg e. V. (ISTE), Stiftung für Bildung und Kultur Abtsgmünd, Gemeinde Beuren und Stadt Schelklingen. Aus den Mitgliedern wird ein Arbeitsausschuss gebildet. Der Arbeitsausschuss hat die Aufgabe, Projekte und Maßnahmen für den Geopark Schwäbische Alb zu erarbeiten und umzusetzen. Er besteht aus dem Vorsitzenden, dem Geschäftsführer und jeweils einem Vertreter aus dem Kreis der ordentlichen Mitglieder. Zur Beratung der Organe und Mitglieder des Geoparks in Fachfragen wird vom Vorstand ein Beirat berufen, der entsprechend der Aufgaben des Geoparks interdisziplinär zusammengesetzt ist.

## Auszeichnung als Geopark
Die Landschaft der Schwäbischen Alb bietet Einblicke in 200 Millionen Jahre Erdgeschichte und ist das Ergebnis einer bewegten erdgeschichtlichen Vergangenheit. Deshalb wurde das Gebiet im Jahr 2002 zum Nationalen Geopark ernannt. Zwei Jahre später, im Jahr 2004, erfolgte die Auszeichnung als Europäischer und Globaler Geopark und somit die Mitgliedschaft im Europäischen und Globalen Netzwerk der Geoparks, das von der UNESCO unterstützt wird. Im Jahr 2015 erfolgte schließlich die offizielle Auszeichnung des Geoparks Schwäbische Alb zum „Schwäbische Alb UNESCO Global Geopark“.
Der Begriff „Geopark“ ist ein Prädikat für Gebiete, die über ein besonders reichhaltiges geologisches Erbe verfügen. Neben dem Schutz dieses Erbes und der Vermittlung geologischer Themen im Rahmen der Umweltbildung gehört die nachhaltige Regionalentwicklung ebenso wie die wissenschaftliche Forschung innerhalb des Parks zu den Aufgaben eines Geoparks.

## Urgeschichte
Als höhlenreichste Landschaft Deutschlands bot die Schwäbische Alb den Tieren der Eiszeit besondere Lebensräume, die auch die steinzeitlichen Menschen für sich nutzten. Sie trugen dazu bei, dass die Schwäbische Alb als eine der Wiegen menschlicher Kultur betrachtet werden kann.
Bedeutende Funde und Kunstwerke der Menschheit sind die fast 40.000 Jahre alte Venus vom Hohlefels im Achtal, der Löwenmensch vom Hohlenstein im Lonetal oder das Pferdchen, das Mammut und viele weitere Figürchen aus den Höhlen im Ach- und Lonetal.

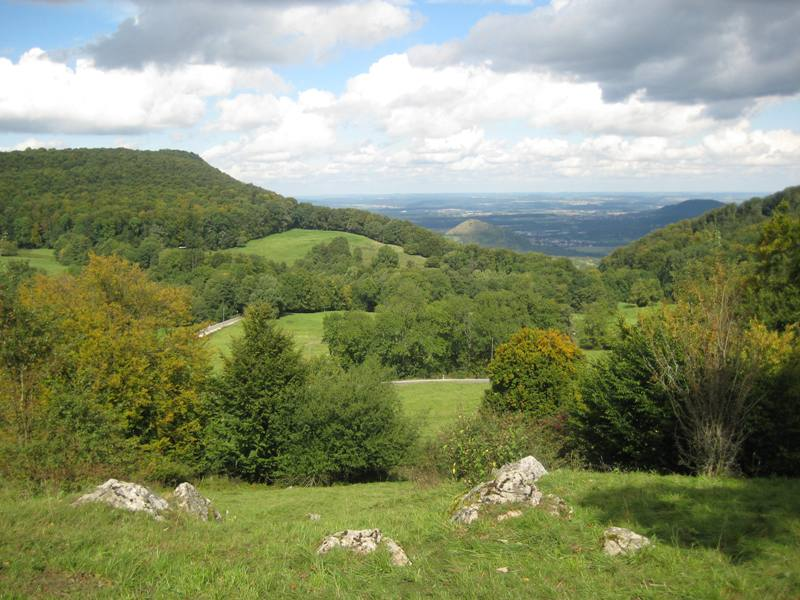
Vulkankrater Randecker Maar

## Naturraum
Die Schwäbische Alb besitzt eine große Vielfalt an unterschiedlichen Ausprägungen einer Karstlandschaft – neben den zahlreichen Karsthöhlen sind dies Dolinen, Kalktuffbildungen, Karstquellen und Trockentäler. Auch der Vulkanismus spielt im UNESCO Geopark Schwäbische Alb eine Rolle. Vor ca. 18 Millionen Jahren brachen dort viele Vulkane aus, die noch im Landschaftsbild zu erkennen sind. Vor 15 Millionen Jahren führte ein Meteoriteneinschlag zur Entstehung des Steinheimer Beckens, dessen Zentralhügel noch deutlich sichtbar ist.
Geologische und archäologische Sehenswürdigkeiten im Geopark sind:
- Blautopf, eine Karstquelle
- Laichinger Tiefenhöhle, die tiefste begehbare Höhle Deutschlands
- Wimsener Höhle, die einzige mit dem Boot befahrbare Höhle Deutschlands und viele weitere Schauhöhlen
- Venus vom Hohlefels, eine Venusfigur aus der Eiszeit als Beispiel für die unzähligen archäologischen Funde
- Steinheimer Becken, der Meteoritenkrater
- Fossilien im Nusplinger Plattenkalk, im Holzmadener Posidonienschiefer etc.
- Oberes Donautal, ein charakteristisches Durchbruchstal
- Randecker Maar, ein Vulkankrater
- Eselsburger Tal mit Brenzschleife, ein schleifenförmiges Durchbruchstal und Naturschutzgebiet mit seltener Flora und Fauna.

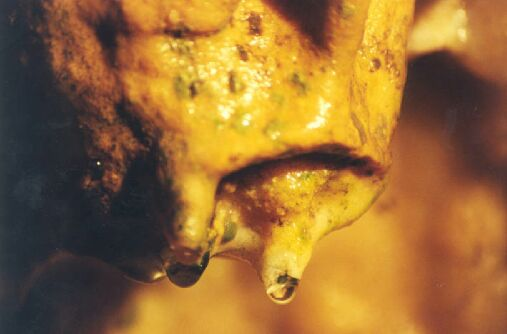
Tropfstein Charlottenhöhle

### Schauhöhlen
Die Schwäbische Alb ist die höhlenreichste Region Deutschlands. Die eiszeitlichen Höhlen sind die Fundstätten der ältesten Kunstwerke der Menschheit. Neben den zwölf Schauhöhlen gibt es auch mehr als 2800 bekannte Naturhöhlen, sogenannte „Wilde Höhlen“.

### Geologische Lehrpfade
Im Geopark Schwäbische Alb wurden zahlreiche Lehrpfade eingerichtet:
- Geolehrpfad „Im Reich der Meerengel“, Nusplingen, Zollernalbkreis
- Grüner Pfad Härtsfeld, Neresheim, Landkreis Heidenheim
- Kalktuffpfad im Wiesaztal, Reutlingen-Gönningen, Landkreis Reutlingen
- Karstwanderweg an der Tiefenhöhle, Laichingen, Alb-Donau-Kreis
- Wasseralfinger Bergbaupfad, Ostalbkreis
- Geologischer Lehrpfad zum Meteorkrater Steinheimer Becken, Steinheim am Albuch, Landkreis Heidenheim
- Historienweg Veringenstadt, Landkreis Sigmaringen
- Neandertalerweg Lonetal, Rammingen-Lindenau, Landkreis Heidenheim
- Geologischer Lehrpfad rund um den Ölschiefer, Schömberg, Zollernalbkreis
- Rundgang „Steine in der Stadt“ Ehingen, Alb-Donau-Kreis
- Felsen-Lehrpfad Inzigkofen, Landkreis Sigmaringen
- Uferlehrpfad „Lebendige Lauchert“, Veringenstadt, Landkreis Sigmaringen
- Vulkankrater Rundweg Münsingen-Apfelstetten, Landkreis Reutlingen
- Bodenlehrpfad „Verborgene Horizonte – Böden am Albtrauf“, Beuren, Landkreis Esslingen
- UrMeer-Pfad Gerstetten, Landkreis Heidenheim
- Geologischer Lehrpfad Schwäbisch Gmünd, Ostalbkreis
- Dolinenweg Hengen, Bad Urach-Hengen, Landkreis Reutlingen
- Geologie Lehrpfad Eislingen, Landkreis Göppingen
- Gustav-Strömfeld-Weg Metzingen-Neuffen, Metzingen, Landkreis Reutlingen
- Geopfad Wiesensteig, Landkreis Göppingen
- Urweltpfad Bolheim, Herbrechtingen, Landkreis Heidenheim
- GeoWanderweg Balingen-Zillhausen, Zollernalbkreis

### Fossilien
Der UNESCO Geopark Schwäbische Alb zeichnet sich durch seinen außerordentlichen Fossilienreichtum aus. Weltberühmt sind die Ablagerungen aus der Zeit vor rund 180 Millionen Jahren: der Posidonienschiefer. Zur Zeit des Unterjuras war der Bereich der heutigen Schwäbischen Alb Teil eines Meeres, in dem sich Fische, Belemniten und Ammoniten tummelten, während im Wasser von Seelilien besiedelte Holzstämme trieben. Auch große Meeressaurier lebten hier. In den Gesteinen des Posidonienschiefers sind die Fossilien dieser Meeresbewohner bis heute in einer faszinierenden Detailtreue erhalten. Nicht nur Knochen oder Zähne, sondern auch die Umrisse der Tiere, ihre letzte Mahlzeit und die ungeborenen Jungen im Körper des Muttertiers sind im dunklen Gestein bewahrt worden. Bedeutende Fundstellen befinden sich in Holzmaden und Dotternhausen. Die Nusplinger Plattenkalke stammen aus der Zeit des Oberjuras und sind die Sedimente einer flachen Lagune. In den äußerst feinkörnigen Kalksteinen fand man die berühmten „Meerengel“, eine Haiart, aber auch Belemniten, Garnelen und sogar eine Libelle. Die bekanntesten Fossilien der Alb sind jedoch die Ammoniten, als Leitfossilien halfen sie die Abfolge der Sedimentschichten aus dem Jurameer einzuteilen.
Einzigartige Fossilienfunde der Schwäbischen Alb können in Museen wie dem Hauff Museum in Holzmaden, dem HOlCIM Werkforum in Dotternhausen und im Urweltmuseum in Aalen und in kleineren Museen wie dem Riffmuseum in Gerstetten betrachtet werden, aber auch viele Heimatmuseen zeigen regionale Funde.

### Landschaftsführungen
Für Interessierte gibt es auf der Alb zahlreiche Angebote von qualifizierten Landschaftsführern für Spaziergänge, Wanderungen und Radtouren zu den verschiedenen Geo-Themen des Geoparks.

### Geopark-Infostellen
Quer über die Schwäbische Alb verteilt gibt es etwa 50 lokale und regionale Museen, die die unterschiedlichsten geologischen und archäologischen Bereiche abdecken. Einige davon gehören zu den 27 Geopark-Infostellen, die über die Funktion eines Geoparks und die internationalen Netzwerke informieren.
- Riff-Museum im Bahnhof Gerstetten
- Urgeschichtliches Museum Blaubeuren
- Meteorkrater-Museum, Steinheim am Albuch
- HöhlenHaus Giengen-Hürben
- Naturkundemuseum Göppingen
- Laichinger Tiefenhöhle
- Alb-Gold-Kundenzentrum, Trochtelfingen
- Fossilienmuseum im Holcim-Werkforum, Dotternhausen
- Museum in Kräuterkasten, Albstadt
- Burg Katzenstein, Dischingen
- Freilichtmuseum Neuhausen ob Eck
- Biosphärenzentrum Schwäbische Alb, Münsingen
- Schloss Brenz, Sontheim an der Brenz
- Naturschutzzentrum Schopflocher Alb
- Bärenhöhle und Nebelhöhle, Sonnenbühl
- Naturkundliches Bildungszentrum, Ulm
- Museum Auberlehaus, Trossingen
- Entdeckerwelt Bad Urach
- Museum Ehingen, Ehingen/Donau
- Besucherbergwerk Tiefer Stollen, Aalen-Wasseralfingen
- Kolbinger Höhle
- Panorama Therme Beuren
- Freilichtmuseum Beuren
- Erlebniswelt Grundwasser, Landeswasserversorgung, Langenau
- Umweltbildungszentrum Listhof, Reutlingen
- explorinho Science Center, Aalen

### Geopoints – Eine Reise in die Erdgeschichte
Neben den 27 Geopark-Infostellen, die über die vielfältigen Themen im Geopark informieren, trifft der Besucher auf der gesamten Schwäbischen Alb immer wieder auf Tafeln, die „Geopoints“ ausweisen. Diese kennzeichnen geologische Highlights, aber auch interessante Einzelobjekt, deren Bedeutung sich erst nach näherem Hinsehen erschließt. Das Projekt „Eine Reise in die Erdgeschichte“ veranschaulicht durch die Geopoints die unglaubliche Geodiversität der Schwäbischen Alb. Anhand kurzer Erläuterungen auf Tafeln bzw. über QR-Codes erhält der Besuchende einen Einblick in die Erdgeschichte der Schwäbischen Alb und kann sich die verschiedenen landschaftlichen und geologischen Phänomene auf einer selbstgeführten Exkursion im eigenen Tempo ansehen. Bisher wurden schon 38 herausragende Geotope ausgezeichnet (Stand Juni 2024).
- Vulkanschlot Aichelberg
- Blautopf, Blaubeuren
- Bohnerzgruben Veringenstadt
- Brenzursprung, Königsbronn
- Burkhartshöhle Westerheim
- Donauversinkung an der Oberen Donau
- Erratischer Block bei Laiz
- Falkensteiner Höhle
- Gußmannshöhle
- Gutenberger Höhle
- Hangender Stein am Raichberg
- Heldenfinger Kliff
- Hohle Fels, Schelklingen
- Höhle des Löwenmenschen, Hohlenstein-Stadel im Lonetal
- Höllsternquelle, Gutenberg
- Höllsternbröller, Gutenberg
- Hungerbrunnen bei Heldenfingen
- Riffmuseum Gerstetten im Bahnhof Gerstetten
- Jurafenster, Gerhausen
- Kalktuffterrasse Unterdrackenstein, Drackenstein
- Lenninger Talschluss
- Lösungsdoline Binsenlache, Hasental
- Mössinger Bergrutsch
- Mühlheimer Felsenhöhle im Landkreis Tuttlingen, Donautal
- Neidlinger Kugelmühle
- Neidlinger Wasserfall
- Nusplinger Plattenkalk
- Ofterdinger Schneckenpflaster
- Sammleraufschluss Schneckensand
- Schertelshöhle, Westerheim
- Schiefererlebnis, Dormettingen
- Schwefelbrunnen Balingen
- Schwefelquellen Bad Sebastiansweiler, Mössingen
- Sintertreppe Weiße Lauter, Gutenberg
- Steinernes Haus, Westerheim
- Ursprung des Weißen Kochers
- Urwelt-Museum Hauff, Holzmaden
- Urweltpfad Bolheim
- Vulkanlandschaft Höwenegg
- Wental
- Zillhauser Wasserfall